# Melanotaenia sexlineata
Melanotaenia sexlineata là một loài cá thuộc họ Melanotaeniidae. Loài này có ở Indonesia và Papua New Guinea.